# Gülyalı

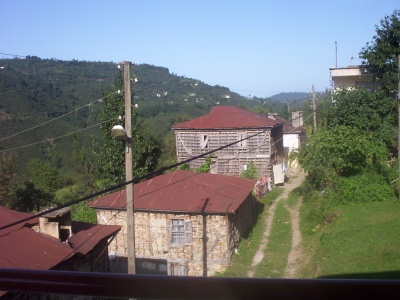
Kestane, a village in Gülyalı district

Gülyalı est une ville et un district de la province d'Ordu dans la région de la mer Noire en Turquie.